# Cassiar Mountains
Cassiar Mountains är en bergskedja i Kanada.   Den ligger i British Columbia och Yukon, i den centrala delen av landet, 3 900 km väster om huvudstaden Ottawa. Arean är 62 900 kvadratkilometer.
Trakten runt Cassiar Mountains är nära nog obefolkad, med mindre än två invånare per kvadratkilometer.